# Jaera inquinata
Jaera inquinata är en fjärilsart som beskrevs av Butler 1867. Jaera inquinata ingår i släktet Jaera och familjen juvelvingar. Inga underarter finns listade i Catalogue of Life.